# عادل هرماش
عادل هرماش هو لاعب كرة قدم مغربي من مواليد 27 يونيو عام 1986 في مدينة نيم بفرنسا، يلعب في مركز المحور المدافع للمنتخب المغربي.

## مسيرته الرياضية
لعب هرماش في صفوف لنس الفرنسي عام 2004 وكان في فريق الشباب حتى موسم 2005 -2006 والذي فيه لعب أولى مبارياته مع الفريق الفرنسي.
و لعب هرماش أولى مبارياته أمام فريق من قبرص في الجولة الأولى من بطولة كأس الاتحاد الأوروبي حيث لعب لمدة 11 دقيقة.
في يناير 2008 انتقل هرماش إلى صفوف روزلار البلجيكي على سبيل الإعارة لمدة ستة أشهر ثم عاد إلى فريقه مرة أخرى في يونيو من نفس العام.
وفي أغسطس 2008 جدد هرماش تعاقده مع فريقه الذي كان هبط إلى دوري الدرجة الأولى الفرنسي في ذلك الموسم.
ثم انتقل إلى نادي الهلال السعودي في عام 2011
حيث اعاره الهلال لتولوز الفرنسي لنصف الموسم ليعود مره اخره لصفوف الفريق العاصمي .

## روابط خارجية
- عادل هرماش على موقع قاعدة بيانات كرة القدم.إي يو (الإنجليزية)
- عادل هرماش على موقع ليكيب (الفرنسية)
- عادل هرماش على موقع ناشيونال فوتبول تيمز (الإنجليزية)
- عادل هرماش على موقع Soccerway.com (الإنجليزية)
- عادل هرماش على موقع كووورة
- عادل هرماش على موقع AS.com (الإسبانية)